# Rosa María Mateo Isasi
Rosa María Mateo Isasi (Burgos, 6 de gener de 1942) és una periodista espanyola. Fou presidenta de Radiotelevisión Española i del seu consell d'administració.

## Biografia
Filla d'un militar, després d'estudiar batxillerat a València, cursa estudis de Dret i Ciències Polítiques així com a l'Escola Oficial de Cinematografia.
En 1963 va ingressar com a locutora de Ràdio Nacional d'Espanya, incorporant-se en 1966 als serveis informatius de Televisió espanyola. En una primera etapa, va desenvolupar la seva carrera en La 2, llavors coneguda com a UHF, en programes com La segunda cadena informa en 1968.
A principis dels anys setanta passa a la Primera cadena, incorporant-se primer a l'informatiu Buenas tardes. La seva popularitat augmenta en ser designada, en 1972, per a la presentació del Festival de l'OTI.
La seva consagració es produeix amb la seva incorporació al prestigiós espai Informe semanal de Pedro Erquicia, on va romandre fins a 1980. En la manifestació realitzada després de l'intent de cop d'estat del 23 de febrer de 1981 va ser l'encarregada de llegir el comunicat oficial per consens de tots els partits polítics.
També ha presentat el Telediario, fins a 1993 en què va ser fitxada per Antena 3 per fer-se càrrec de l'informatiu Antena 3 Noticias del cap de setmana. Roman en la cadena privada fins a l'any 2003 en què el seu contracte es dona per finalitzat.
Des de fa alguns anys conviu amb l'actor espanyol Miguel Rellán. En 2010 ha rebut la Medalla d'Or de Mèrit al Treball, atorgada pel Ministeri de Treball i Immigració.
D'altra banda, en la campanya per les Eleccions Generals de 2011 va manifestar públicament el seu suport al candidat del PSOE Alfredo Pérez Rubalcaba.
El 16 de novembre de 2013, va plantar i amadrinar un arbre amb el seu nom al Parc de la Comunicació de Boiro (la Corunya), l'únic d'Espanya creat per periodistes. Aquest dia, també va rebre a Boiro el Premi Exxpopress Honorífic-2013 en reconeixement de la seva llarga i reeixida trajectòria professional, atorgat pel Club Exxpopress de Periodistes de Galícia.
L'abril de 2014 intervé realitzant un cameo a la sèrie Rescatando a Sara produïda per Atresmedia.

## Trajectòria a televisió
- La segunda cadena informa (1968)
- Buenas tardes (1970-1973)
- Festival de la OTI (1972)
- Informe semanal (1974-1980)
- Telediario (1973-1993)
- Crónica 3 (1981) amb Jesús Hermida
- Fila 7 (1983)
- Al filo de la ley (1993)
- Antena 3 Noticias (1993-2003)

## Premis i nominacions
- Premi Ondas (1974) Nacionals de Televisió.
- TP d'Or (1972). Millor presentadora.
- Antena de Oro (1972).
- Antena de Oro 2004 a la trajectòria professional.
- Premio Toda una Vida 2007
- Premi Exxpopress Honorífic (2013) Atorgat pel Club Exxpopress de Periodistes de Galícia, en reconeixement de la seva trajectòria professional.
- Premi Margarita Rivière al rigor periodístic amb visió de gènere de l'Associació de Dones Periodistes de Catalunya.[11]